# Gäddtjärnen (Nederkalix socken, Norrbotten)
Gäddtjärnen är en sjö i Kalix kommun i Norrbotten och ingår i Kalixälvens huvudavrinningsområde.